# HMS Trooper (N91)
Le HMS Trooper (N91) est un sous-marin de la Royal Navy, appartenant à la classe T, qui fut lancé en mars 1942.

## Carrière
Le Trooper a été affecté principalement en Méditerranée. Il coula le pétrolier italien Rosario, le navire marchand Forli, un navire à voile et le sous-marin italien Pietro-Micca (en). Il a également endommagé deux autres navires ennemis et tenté une attaque sans résultat sur le navire marchand italien Belluno.
Lors de sa première opération, le HMS Trooper a pris part à l'Opération Principale, destinée à couler des navires italiens dans le port de Palerme.
Le 26 septembre 1943, le Trooper fut affecté en mer Égée lors de sa 8e patrouilles, au large des îles du Dodécanèse. Le 14 octobre, il patrouilla vers Leros mais ne rentrera jamais à sa base. Le sous-marin aurait probablement touché une mine allemande vers Leros.
Les Allemands ont déclaré que le Trooper a été coulé par le navire-leurre GA.45, le 15 octobre 1943. Le GA-45 aurait attaqué le même jour le HMS Torbay, sans succès.
Il est retrouvé 81 ans plus tard a plus de 235 mètres de profondeur et servant comme un cercueil en acier pour ces 64 membres d équipages au
Nord de l' île donoussa , brisé en trois parties probablement part Une mine allemande en surface car d après les images du ROV la trappe du kiosque était encore ouverte qui explique normalement sa navigation en surface au moment de l explosion.